# Illatos pereszke
Az illatos pereszke vagy illatos tölcsérpereszke (Lepista irina) a pereszkefélék családjába tartozó, Európában és Észak-Amerikában honos, erdőkben réteken élő, virágillatú, ehető gombafaj.

## Megjelenése
Az illatos pereszke kalapja 5–10 cm széles, alakja fiatalon félgömbszerű, majd domború és hamar laposan kiterül, a közepén tompán púpos lehet. Széle sokáig begöngyölt marad, esetenként enyhén bordázott. Felszíne csupasz, sima. Színe okkeres, bőrszínű, világosbarna; középen sötétebb árnyalatú.
Húsa vastag, fehéres, vizenyős. Szaga ibolyára emlékeztető, parfümszerű; íze nem jellegzetes.
Sűrű állású lemezei pereszkefoggal lefutók. Színük krémszínű, némi szürkés árnyalattal.
Tönkje 5–9 cm magas és 1–2 cm vastag. Alakja hengeres, színe krémszínű, fehéresen szálas.
Spórapora fehér. Spórája elliptikus, kissé szemcsés felületű, mérete 6,5-7 x 3,5-4,5 µm.

### Hasonló fajok
A foltos kalapú márványos pereszkével, esetleg a lilatönkű pereszkével vagy a mérgező retekszagú kígyógombával téveszthető össze. 

## Elterjedése és termőhelye
Európában és Észak-Amerikában honos. Magyarországon nem gyakori.
Lombos és fenyőerdőkben, parkokban, füves helyeken található meg, az alföldtől a hegyvidékekig. Augusztustól októberig terem.
Ehető, de nagyon aromás és nyersen gyomorpanaszokat okozhat.  

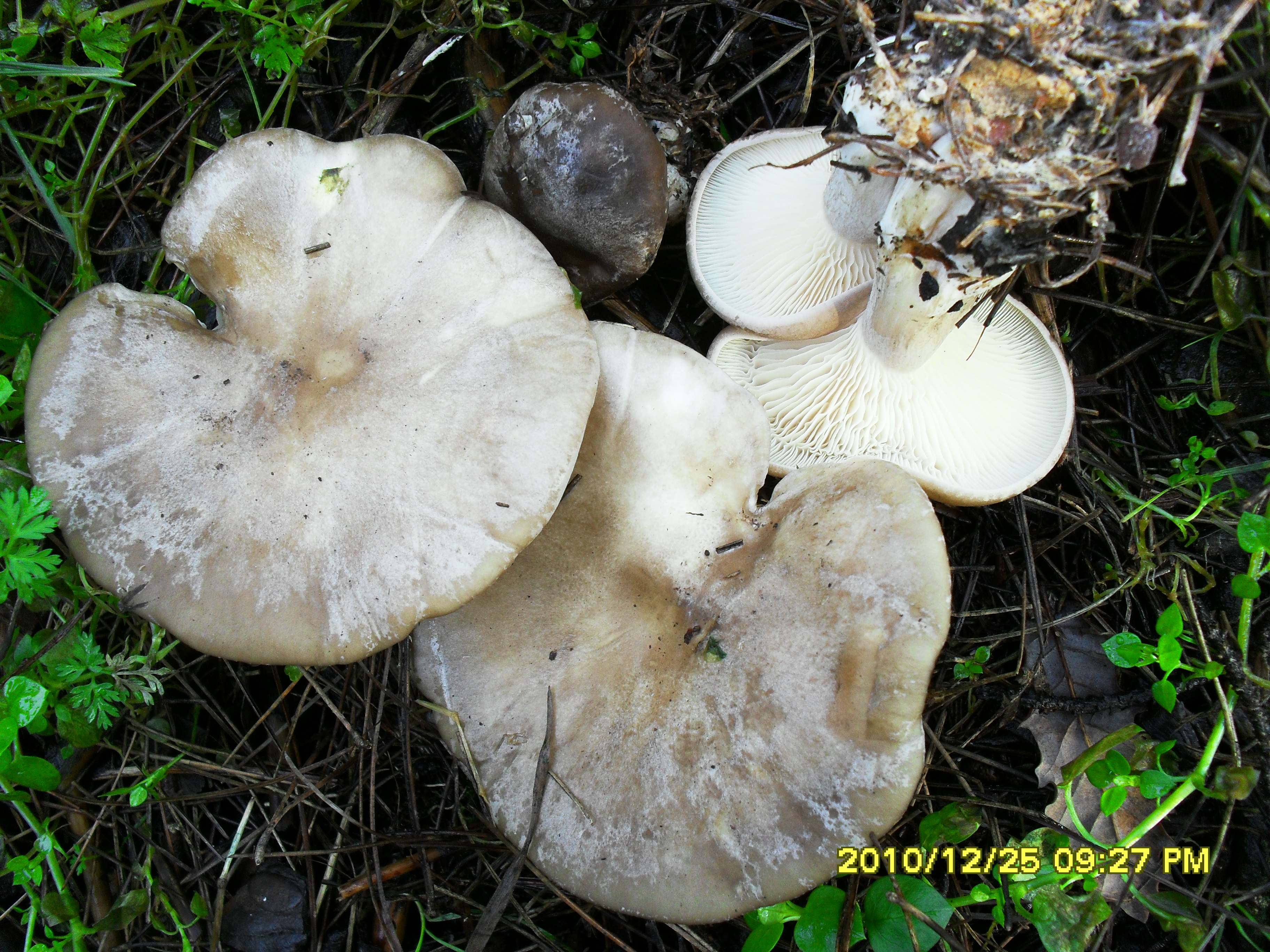
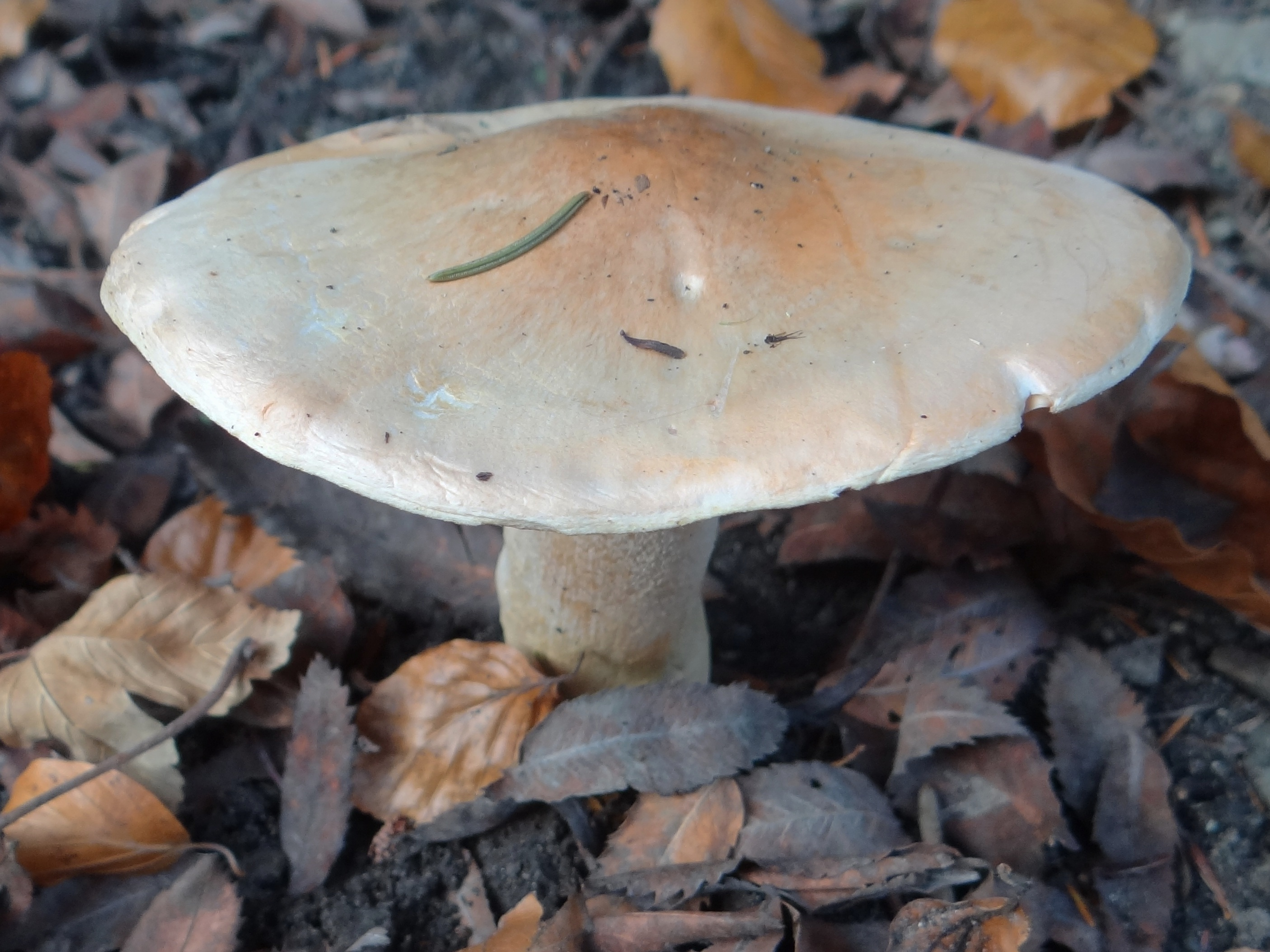
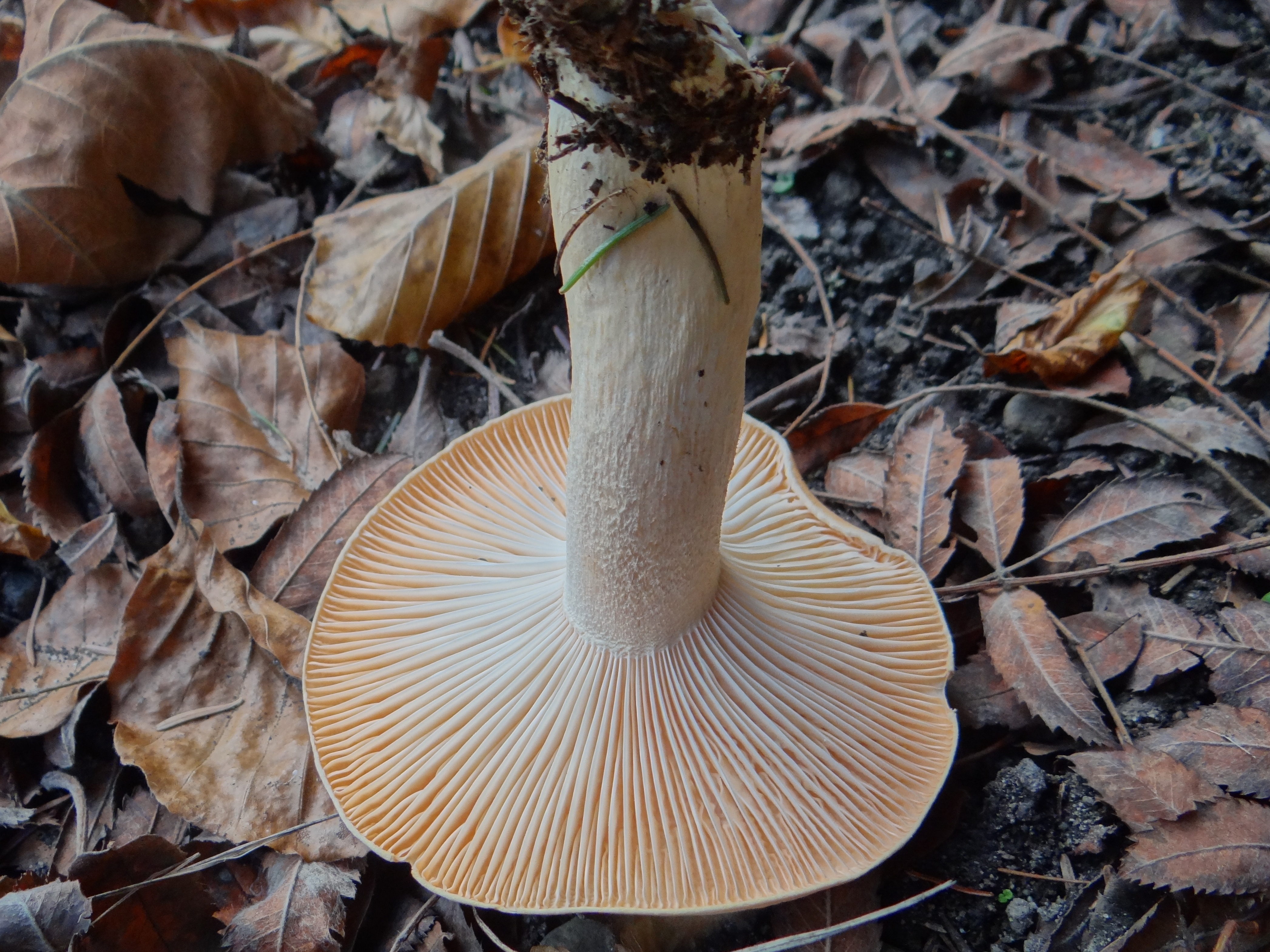
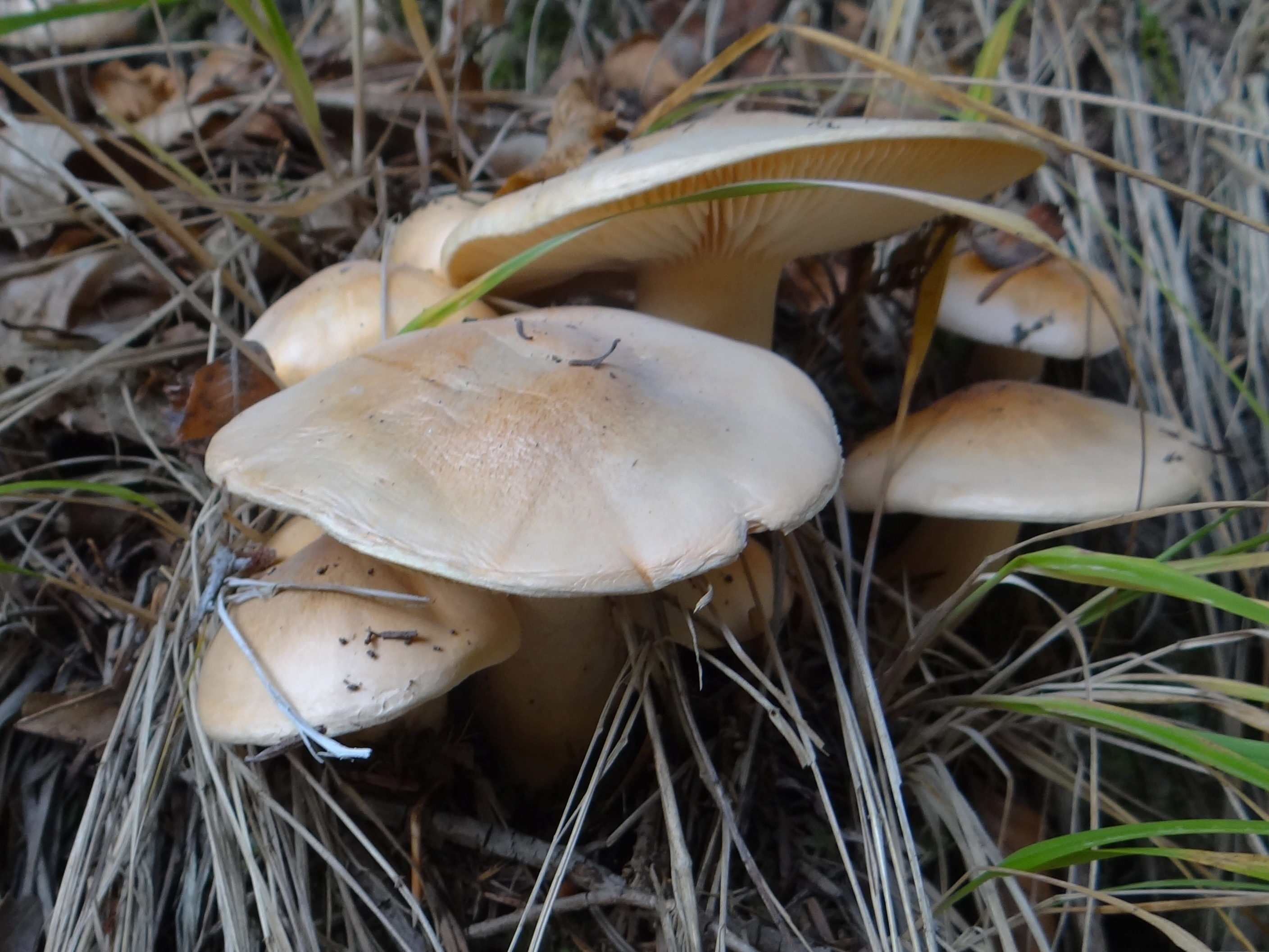
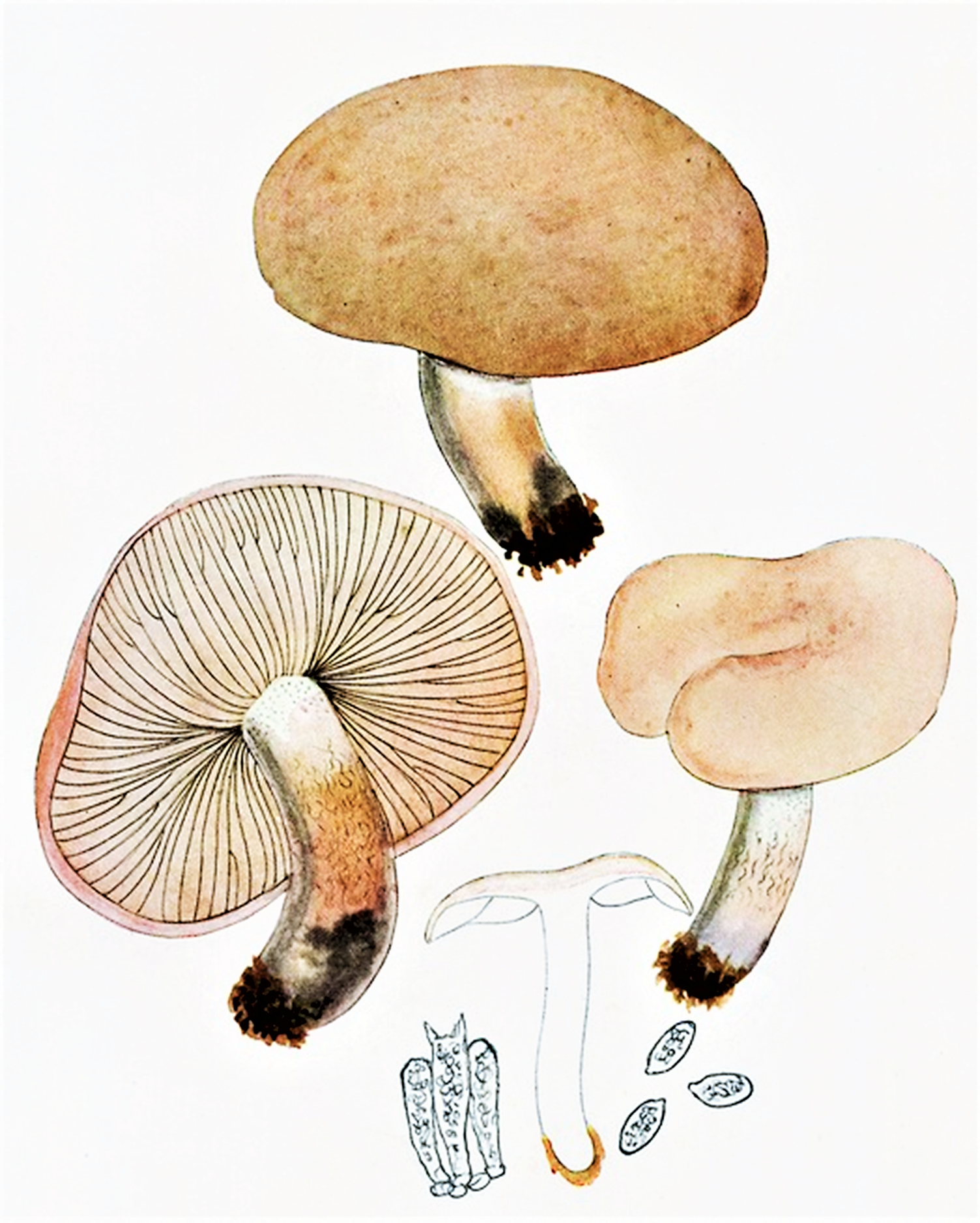